# چک ۱/ام کوت قدیر
چک ۱/ام کوت قدیر (به انگلیسی: Chak 1/M Kot Qadir) یک روستا در پاکستان است که در پنجاب واقع شده‌است. چک ۱/ام کوت قدیر ۳ کیلومتر مربع مساحت و ۳۰۰ نفر جمعیت دارد.